# Adaptador de muntura

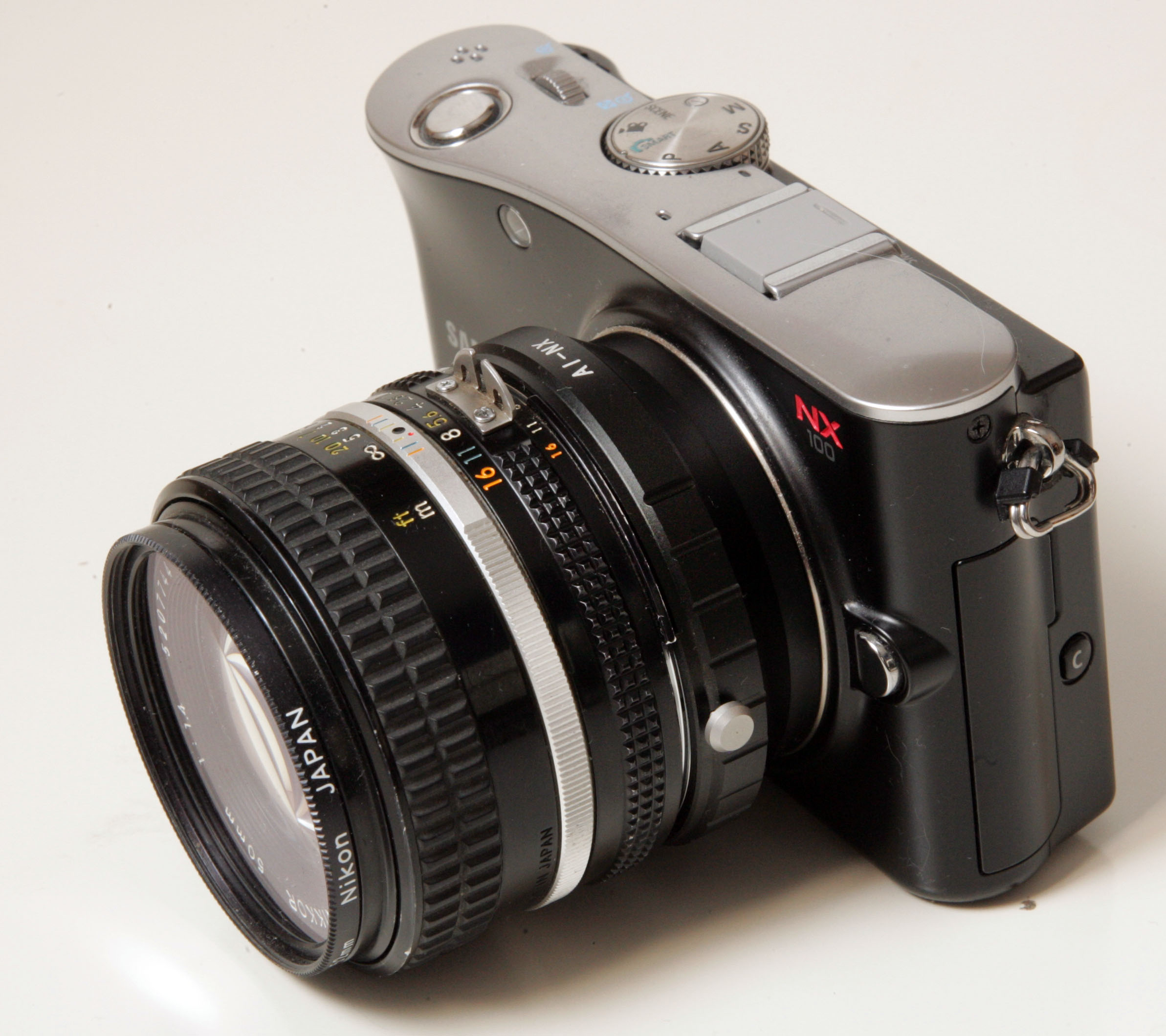
Samsung NX100 amb un objectiu Nikon muntat gràcies a un adaptador

En fotografia i vídeo, un adaptador de muntura és un dispositiu que permet utilitzar objectius d'una muntura concreta en una càmera amb una muntura diferent.
Existeixen dos tipus d'adaptadors:
- Passius: Només proporcionen una connexió física entre l'objectiu i la càmera, però no hi ha connexió electrònica entre l'un i l'altre, per això es perden tots els automatismes, com el sistema d'autoenfocament, el diafragma (quan no es pot canviar des de l'objectiu) o les dades EXIF. Hi ha alguns adaptadors d'aquest tipus que inclouen un mecanisme per controlar el diafragma de forma manual.
- Actius: Aquests, a diferència dels anteriors, si inclouen connexió electrònica entre l'objectiu i la càmera i, per tant, permeten continuar utilitzant tots els automatismes i funcions de l'objectiu.

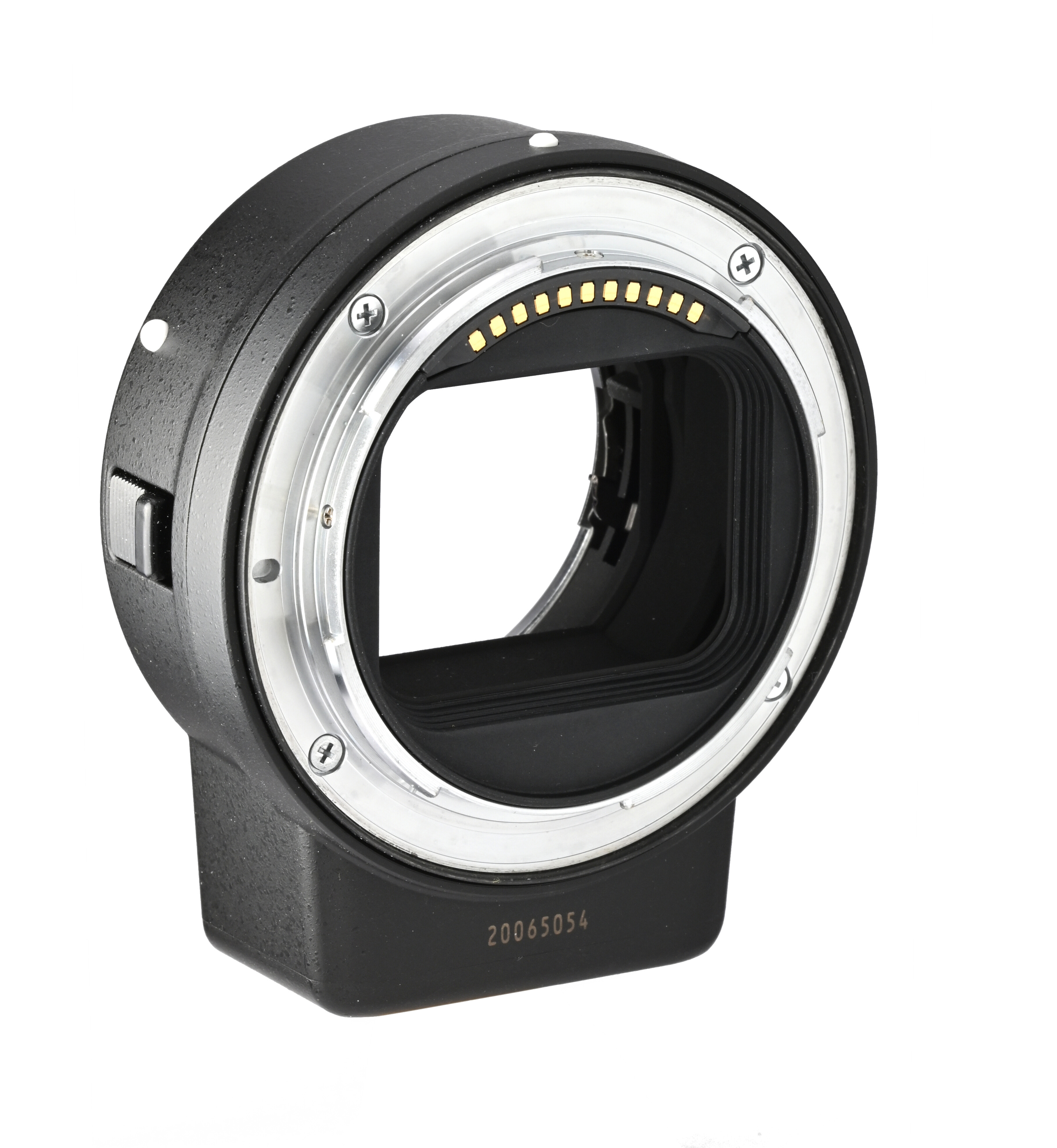
Adaptador Nikon FTZ

Alguns adaptadors incorporen un element òptic anomenat telecompressor o reductor focal. Aquest tipus d'adaptador està dissenyat per reduir la distància focal, augmentar la lluminositat de la lent i, en alguns casos, millorar el rendiment de l'MTF. Aquests són el contrari dels teleconvertidors, els quals es poden utilitzar per augmentar la distància focal de l'objectiu, alhora que es redueix l'obertura. Altres adaptadors incorporen una part mòbil que es pot inclinar o desplaçar per així donar un efecte semblant als objectius descentrables.
Diverses marques fotogràfiques, quan han canviat les muntures de les seves càmeres, per així incorporar millores en aquestes, han tret al mercat adaptadors de muntura a fi que els usuaris de la marca puguin continuar utilitzant els seus objectius en les càmeres amb la nova muntura. Els casos més recents han sigut amb Canon i Nikon, que des de fa anys utilitzaven la muntura EF i F i van passar a utilitzar les muntures RF i Z respectivament. Perquè els usuaris poguessin utilitzar els seus objectius en les noves càmeres, aquestes marques van treure al mercat l'adaptador Canon EF-RF i el Nikon FTZ.
Altres marques, com Sigma, Viltrox o Metabones, han tret al mercat adaptadors actius per poder utilitzar objectius d'una marca en una càmera d'una marca i muntura diferent, per exemple el Sigma MC-11 serveix per muntar objectius de Canon EF en càmeres amb muntura Sony E.

## Disseny

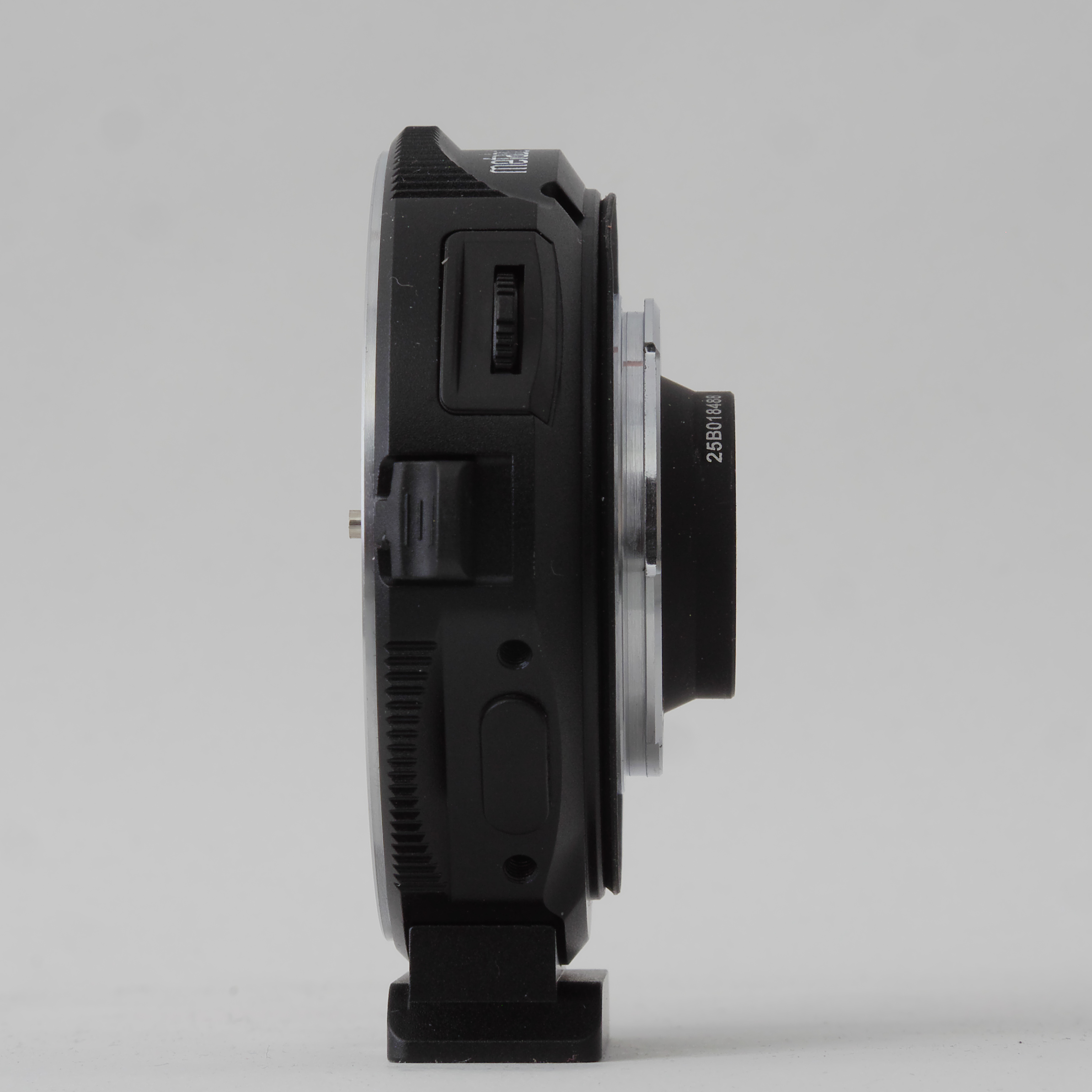
Telecompressor

Tot i que en teoria es pot muntar qualsevol objectiu a qualsevol càmera, a la pràctica hi ha limitacions, per exemple perquè en el mercat no hi ha un adaptador disponible. A més, l'adaptador perquè funcioni correctament s'ha de dissenyar de manera que es mantingui la distància focal de brida, és a dir, la distància entre la connexió de la lent original i la pel·lícula o el sensor d'imatge. En cas contrari, l'objectiu no podrà enfocar a infinit. Per aquest motiu, és relativament fàcil muntar òptiques de càmeres SLR a càmeres sense mirall, ja que aquestes últimes solen tenir una distància focal de brida més petita. Alguns adaptadors necessiten un element òptic entremig per aconseguir enfocar a infinit.
A més, és possible que els objectius dissenyats per a un sensor d'imatge més petit no s'adaptin correctament als cossos de càmera amb sensors més grans, ja que el cercle d'imatge pot no ser prou gran per cobrir tot el sensor i, per tant, presentà vinyetes importants en la imatge.

## Adaptadors més nous
Aquests son els adaptador més nous que han tret les diferents marques que fabriquen objectius i càmeres:
- Canon EF-RF: S'usa per muntar objectius rèflex de Canon EF en càmeres sense mirall amb muntura Canon RF[6]
- Leica M-L: S'usa per muntar objectius telemètrics de Leica M en càmeres sense mirall amb muntura Leica L[11]
- Nikon FTZ: S'usa per muntar objectius rèflex de Nikon F en càmeres sense mirall amb muntura Nikon Z[7]
- Sigma MC-11: S'usa per muntar objectius rèflex de Canon EF en càmeres sense mirall amb muntura Sony E[8]
- Sigma MC-21: S'usa per muntar objectius rèflex de Canon EF en càmeres sense mirall amb muntura Leica L[12]
- Sigma MC-31: S'usa per muntar objectius d'Arri PL en càmeres sense mirall amb muntura Leica L[13]
- Sony LA-EA: S'usa per muntar objectius rèflex de Sony / Minolta A en càmeres sense mirall amb muntura Sony E[14]

Actualment, a part d'aquests, molts usuaris utilitzen objectius antics de pel·lícula en càmeres digitals, ja que el preu és més baix que un nou i original i poden donar una qualitat d'imatge diferent de les òptiques digitals.